# 朗基爾
朗基爾（法語：Longueuil，法語發音：[lɔ̃ɡœj] ⓘ）是加拿大魁北克省的一個城市，位於魁北克省西南部Montérégie行政區內，蒙特利爾聖羅倫斯河南岸亦是該區的最大城市，為蒙特利爾的市郊。於2006年，該市大約有人口22萬人。

## 行政區劃
朗基爾市為朗基爾市政府（Ville de Longueuil）所管轄，下設三個分區（borough）：舊朗基爾區、綠田公園（Greenfield Park）及圣于贝尔区。

## 外部連結
- 朗基爾市政府 Ville de Longueuil （页面存档备份，存于）